# Феникс (Еврипид)
«Феникс» (др.-греч. Φοῖνιξ) — трагедия древнегреческого драматурга Еврипида (V век до н. э.) на тему мифов о Троянской войне. Её текст почти полностью утрачен.
Главный герой пьесы — сын царя Беотии Аминтора Феникс. По просьбе матери он соблазнил молодую рабыню, любовницу отца, и тот изгнал его за это. Феникс нашёл убежище у мирмидонян и стал воспитателем Ахилла. В отличие от традиционной версии мифа, у Еврипида Аминтор ослепляет сына, хотя тот ни в чём не виноват. С точки зрения сюжета «Феникс» близок к трагедиям Еврипида об Ипполите, которые относятся примерно к тому же этапу творчества драматурга.
Трагедия о Фениксе была и у Софокла. Тем не менее Квинт Энний, создавая латинскую обработку сюжета, сделал своим образцом пьесу Еврипида. «Феникса» пародирует Аристофан в комедии «Ахарняне» (425 год до н. э.).